# Герцог Альбуркерке
Герцог Альбуркерке (исп. Duque de Alburquerque) — испанский дворянский титул, впервые пожалованный 26 сентября 1464 года королём Кастилии Энрике IV своему фавориту Бельтрану де ла Куэва в качестве одной из компенсаций за его отставку с поста магистра ордена Сантьяго. Титул является основным в доме Альбуркерке. Его название связано с городом Альбуркерке в провинции Бадахос. Титул принадлежит к числу тех, которые в 1520 году первыми получили титул гранда от Карла I. Современным носителем этого титула является с 1994 года Хуан Мигель Осорио-и-Бертран де Лис.
Назначение магистром ордена Сантьяго Энрике IV Бельтрана де ла Куэва вызвало сильное раздражение у остальных дворян, поэтому король попросил своего фаворита отказаться от этого звания. Взамен на обещание покинуть двор ему был дарован город Альбуркерке с герцогским титулом, а также города Ангикс, Куэльяр, Роа, Ла-Кодосера, Аранда-де-Дуэро, Молина-де-Арагон и Атьенса. Все эти владения были объединены королевским указом от 20 августа 1474 года в титуле графа Уэльма. Вместе с графством Ледесма этот титул Бельтран передал своему старшему сыну Франсиско I де ла Куэва-и-Мендоса.
В 1530 году король Карл I даровал титул маркиза де Куэльяра 4-му герцогу Альбукерке, правнуку Бельтрана де ла Куэва. С 1562 года маркиз де Куэльяр является титулом наследников герцогов Альбуркерке. После того, как в конце XVII века вымерла старшая линия герцогов Альбуркерке, титул перешёл к младшей ветви семьи, графам Сируэла, которая в свою очередь пресеклась в 1811 году. В результате титул перешёл к наследнику по женской линии Николас Осорио из семьи маркизов Альканьисес, ставшему 15-м герцогом Альбуркерке.

## Список герцогов
1. Дон Бельтран I де ла Куэва (1443 — 2 ноября 1492), 1-й герцог Альбуркерке (1464—1492), третий сын Диего Фернандеса де ла Куэва (ок. 1410—1473), и Майор Альфонсо де Меркадо
2. Дон Франсиско де ла Куэва и Мендоса (25 августа 1467 — 4 июня 1526), 2-й герцог Альбуркерке (1492—1526), сын Бельтрана де ла Куэва (1443—1492), 1-го герцога Альбуркерке (1464—1492), и Менсии Уртадо де Мендоса и Луна
3. Дон Бельтран II де ла Куэва и Толедо (1478 — 11 февраля 1560), 3-й герцог Альбуркерке (1526—1560), старший сын Франсиско де ла Куэва и Мендоса (1467—1526), 2-го герцога Альбуркерке (1492—1526), и Франсиски Альварес де Толедо, дочери Гарсии Альвареса де Толедо, 1-го герцога Альба.
4. Дон Франсиско II Фернандес де ла Куэва и Хирон (1510—1563), 4-й герцог Альбуркерке (1560—1563), старший сын и преемник Бельтрана II де ла Куэва и Толедо (1478—1560), 3-го герцога Альбуркерке (1526—1560), и Изабель Хирон и Вега, дочери Хуана Тельес-Хирона (1456—1528), 2-го графа Уреньи (1469—1528), и Леонор де ла Вега и Веласко
5. Дон Габриэль де ла Куэва и Хирон (1515—1571), 5-й герцог Альбуркерке (1563—1571), третий сын Бельтрана II де ла Куэва и Толедо
6. Дон Бельтран III де ла Куэва и Кастилья (1551 — 13 марта 1612), 6-й герцог Альбуркерке (1571—1612) сын Диего де ла Куэва и Толедо и внук Франсиско II
7. Дон Франсиско III Фернандес де ла Куэва (1575 — 18 июля 1637), 7-й герцог Альбуркерке (1612—1637), старший сын и преемник Бельтрана III
8. Дон Франсиско IV Фернандес де ла Куэва и Энрикес де Кабрера (1619 — 27 марта 1676), 8-й герцог Альбуркерке (1637—1676), второй сын и преемник Франсиско III
9. Дон Мельхиор Фернандес де ла Куэва и Энрике де Кабрера (2 марта 1625 — 21 октября 1686), 9-й герцог Альбуркерке (1676—1686), третий сын Франсиско III
10. Дон Франсиско V Фернандес де ла Куэва и де ла Куэва (17 ноября 1666 — 23 октября 1733), 10-й герцог Альбуркерке (1686—1733)
11. Дон Франсиско VI Фернандес де ла Куэва и де ла Серда (28 сентября 1692 — 23 июня 1757), 11-й герцог Альбуркерке (1733—1757), единственный сын и преемник Франсиско V
12. Дон Педро Мигель де ле Куэва и Гусман (8 мая 1712 — 27 ноября 1762), 12-й герцог Альбуркерке (1757—1762), сын Хуана Гаспара де Веласко и Рамиреса де Арельяно, сына Кристобаля де Веласко и ла Куэва Каррилло де Мендоза (1621—1692), 12-го графа Сируэльи, и Микаэлы де Гусман и Спинола, дочери Педро Хосе де Гусмана и Давалоса, 1-го маркиза де Ла Мина.
13. Дон Мигель де ла Куэва и Энрикес де Наварра (22 сентября 1743 — 20 октября 1803), 13-й герцог Альбуркерке (1762—1803), единственный сын и преемник Педро Мигеля де ла Куэва и Гусмана, 12-го герцога Альбуркерке.
14. Дон Хосе Мария де ла Куэва и де ла Серда (26 декабря 1775 — 18 февраля 1811), 14-й герцог Альбуркерке (1803—1811), сын и преемник Мигеля де ла Куэва и Энрикеса де Наварра, 13-го герцога Альбуркерке.
15. Дон Николас Осорио-и-Сайяс (13 февраля 1793 — 31 января 1866), 16-й маркиз Альканьисес (1813—1866), 15-й герцог Альбуркерке (1830—1866), сын Мануэля Мигуля Осорио и Спинолы (ум. 1813), 15-го маркиза Альканьисеса.
16. Дон Хосе Исидро Осорио и Сильва-Базан (4 апреля 1825 — 30 декабря 1909), 16-й герцог Альбуркерке (1866—1909), сын Николаса Осорио Зейеса и Инес Франсиски де Сильва-Базан
17. Дон Мигель Осорио и Мартос (30 июля 1886 — 3 мая 1942), 17-й герцог Альбуркерке (1909—1942), сын Хосе Рамоса Осорио и Хередиа, 9-го графа Корзана и 3-го маркиза Лос-Ареналес, и Нарсисы де Мартос и Арискун, внук Николаса Осорио и Зейеса, 15-го герцога Альбуркерке
18. Дон Бельтран Альфонсо Осорио и Диес де Ривейра (15 декабря 1918 — 18 февраля 1994), 18-й герцог Альбуркерке (1942—1994), старший сын и преемник Мигеля Осорио и Мартоса и Инес Диас де Ривера и Фигероа, дочери Педро Диаса де Риверо и Муро, 5-го графа Альмодавара
19. Дон Хуан Мигель Осорио и Бертран де Лис (род. 7 ноября 1958), 19-й герцог Альбуркерке (с 1994 года), ныне здравствующий глава дома Альбуркерке.

### Генеалогия герцогов де Альбуркерке
|                                                              |                                                              |                                                              |                                                              |                                                              |                                                              |  |  |                                                                        |                                                                        |                                                                        |                                                                        |                                                                        |                                                                        |  |  |                                                                                 |                                                                                 |                                                                                 |                                                                                 |                                                                                 |                                                                                 |                                                                         |                                                                         | Бельтран де ла Куэва, 1-й герцог де Альбуркерке († 1492)                           |                                                                                    |                                                                                    |                                                                                    |                                                                                    |                                                                                    |  |  |                                                                                       |                                                                                       |                                                                                       |                                                                                       |                                                                                       |                                                                                       |  |  | | | | | | |  |  |  |  |  |  |  |  |  |  |  |  |  |  |  |  |  |  |  |  |  |  |
|                                                              |                                                              |                                                              |                                                              |                                                              |                                                              |  |  |                                                                        |                                                                        |                                                                        |                                                                        |                                                                        |                                                                        |  |  |                                                                                 |                                                                                 |                                                                                 |                                                                                 |                                                                                 |                                                                                 |                                                                         |                                                                         |                                                                                    |                                                                                    |                                                                                    |                                                                                    |                                                                                    |                                                                                    |  |  |                                                                                       |                                                                                       |                                                                                       |                                                                                       |                                                                                       |                                                                                       |  |  | | | | | | |  |  |  |  |  |  |  |  |  |  |  |  |  |  |  |  |  |  |  |  |  |  |
|                                                              |                                                              |                                                              |                                                              |                                                              |                                                              |  |  |                                                                        |                                                                        |                                                                        |                                                                        |                                                                        |                                                                        |  |  |                                                                                 |                                                                                 |                                                                                 |                                                                                 |                                                                                 |                                                                                 |                                                                         |                                                                         |                                                                                    |                                                                                    |                                                                                    |                                                                                    |                                                                                    |                                                                                    |  |  |                                                                                       |                                                                                       |                                                                                       |                                                                                       |                                                                                       |                                                                                       |  |  | | | | | | |  |  |  |  |  |  |  |  |  |  |  |  |  |  |  |  |  |  |  |  |  |  |
|                                                              |                                                              |                                                              |                                                              |                                                              |                                                              |  |  | Франсиско Фернандес де ла Куэва, 2-й герцог де Альбуркерке (1467—1526) | Франсиско Фернандес де ла Куэва, 2-й герцог де Альбуркерке (1467—1526) | Франсиско Фернандес де ла Куэва, 2-й герцог де Альбуркерке (1467—1526) | Франсиско Фернандес де ла Куэва, 2-й герцог де Альбуркерке (1467—1526) | Франсиско Фернандес де ла Куэва, 2-й герцог де Альбуркерке (1467—1526) | Франсиско Фернандес де ла Куэва, 2-й герцог де Альбуркерке (1467—1526) |  |  |                                                                                 |                                                                                 |                                                                                 |                                                                                 |                                                                                 |                                                                                 |                                                                         |                                                                         |                                                                                    |                                                                                    |                                                                                    |                                                                                    |                                                                                    |                                                                                    |  |  |                                                                                       |                                                                                       |                                                                                       |                                                                                       |                                                                                       |                                                                                       |  |  | Кристобаль де ла Куэва, граф де Сируэла († 1542)                                                                        | Кристобаль де ла Куэва, граф де Сируэла († 1542)                                                                        | Кристобаль де ла Куэва, граф де Сируэла († 1542)                                                                        | Кристобаль де ла Куэва, граф де Сируэла († 1542)                                                                        | Кристобаль де ла Куэва, граф де Сируэла († 1542)                                                                        | Кристобаль де ла Куэва, граф де Сируэла († 1542)                                                                        |  |  |  |  |  |  |  |  |  |  |  |  |  |  |  |  |  |  |  |  |  |  |
|                                                              |                                                              |                                                              |                                                              |                                                              |                                                              |  |  | Франсиско Фернандес де ла Куэва, 2-й герцог де Альбуркерке (1467—1526) | Франсиско Фернандес де ла Куэва, 2-й герцог де Альбуркерке (1467—1526) | Франсиско Фернандес де ла Куэва, 2-й герцог де Альбуркерке (1467—1526) | Франсиско Фернандес де ла Куэва, 2-й герцог де Альбуркерке (1467—1526) | Франсиско Фернандес де ла Куэва, 2-й герцог де Альбуркерке (1467—1526) | Франсиско Фернандес де ла Куэва, 2-й герцог де Альбуркерке (1467—1526) |  |  |                                                                                 |                                                                                 |                                                                                 |                                                                                 |                                                                                 |                                                                                 |                                                                         |                                                                         |                                                                                    |                                                                                    |                                                                                    |                                                                                    |                                                                                    |                                                                                    |  |  |                                                                                       |                                                                                       |                                                                                       |                                                                                       |                                                                                       |                                                                                       |  |  | Кристобаль де ла Куэва, граф де Сируэла († 1542)                                                                        | Кристобаль де ла Куэва, граф де Сируэла († 1542)                                                                        | Кристобаль де ла Куэва, граф де Сируэла († 1542)                                                                        | Кристобаль де ла Куэва, граф де Сируэла († 1542)                                                                        | Кристобаль де ла Куэва, граф де Сируэла († 1542)                                                                        | Кристобаль де ла Куэва, граф де Сируэла († 1542)                                                                        |  |  |  |  |  |  |  |  |  |  |  |  |  |  |  |  |  |  |  |  |  |  |
|                                                              |                                                              |                                                              |                                                              |                                                              |                                                              |  |  |                                                                        |                                                                        |                                                                        |                                                                        |                                                                        |                                                                        |  |  |                                                                                 |                                                                                 |                                                                                 |                                                                                 |                                                                                 |                                                                                 |                                                                         |                                                                         |                                                                                    |                                                                                    |                                                                                    |                                                                                    |                                                                                    |                                                                                    |  |  |                                                                                       |                                                                                       |                                                                                       |                                                                                       |                                                                                       |                                                                                       |  |  | | | | | | |  |  |  |  |  |  |  |  |  |  |  |  |  |  |  |  |  |  |  |  |  |  |
|                                                              |                                                              |                                                              |                                                              |                                                              |                                                              |  |  | Бельтран де ла Куэва, 3-й герцог де Альбуркерке (1478—1560)            | Бельтран де ла Куэва, 3-й герцог де Альбуркерке (1478—1560)            | Бельтран де ла Куэва, 3-й герцог де Альбуркерке (1478—1560)            | Бельтран де ла Куэва, 3-й герцог де Альбуркерке (1478—1560)            | Бельтран де ла Куэва, 3-й герцог де Альбуркерке (1478—1560)            | Бельтран де ла Куэва, 3-й герцог де Альбуркерке (1478—1560)            |  |  | Диего де ла Куэва и Толедо († 1551)                                             | Диего де ла Куэва и Толедо († 1551)                                             | Диего де ла Куэва и Толедо († 1551)                                             | Диего де ла Куэва и Толедо († 1551)                                             | Диего де ла Куэва и Толедо († 1551)                                             | Диего де ла Куэва и Толедо († 1551)                                             |                                                                         |                                                                         |                                                                                    |                                                                                    |                                                                                    |                                                                                    |                                                                                    |                                                                                    |  |  |                                                                                       |                                                                                       |                                                                                       |                                                                                       |                                                                                       |                                                                                       |  |  | Габриэль де Веласко, граф де Сируэла (1533—1580)                                                                        | Габриэль де Веласко, граф де Сируэла (1533—1580)                                                                        | Габриэль де Веласко, граф де Сируэла (1533—1580)                                                                        | Габриэль де Веласко, граф де Сируэла (1533—1580)                                                                        | Габриэль де Веласко, граф де Сируэла (1533—1580)                                                                        | Габриэль де Веласко, граф де Сируэла (1533—1580)                                                                        |  |  |  |  |  |  |  |  |  |  |  |  |  |  |  |  |  |  |  |  |  |  |
|                                                              |                                                              |                                                              |                                                              |                                                              |                                                              |  |  | Бельтран де ла Куэва, 3-й герцог де Альбуркерке (1478—1560)            | Бельтран де ла Куэва, 3-й герцог де Альбуркерке (1478—1560)            | Бельтран де ла Куэва, 3-й герцог де Альбуркерке (1478—1560)            | Бельтран де ла Куэва, 3-й герцог де Альбуркерке (1478—1560)            | Бельтран де ла Куэва, 3-й герцог де Альбуркерке (1478—1560)            | Бельтран де ла Куэва, 3-й герцог де Альбуркерке (1478—1560)            |  |  | Диего де ла Куэва и Толедо († 1551)                                             | Диего де ла Куэва и Толедо († 1551)                                             | Диего де ла Куэва и Толедо († 1551)                                             | Диего де ла Куэва и Толедо († 1551)                                             | Диего де ла Куэва и Толедо († 1551)                                             | Диего де ла Куэва и Толедо († 1551)                                             |                                                                         |                                                                         |                                                                                    |                                                                                    |                                                                                    |                                                                                    |                                                                                    |                                                                                    |  |  |                                                                                       |                                                                                       |                                                                                       |                                                                                       |                                                                                       |                                                                                       |  |  | Габриэль де Веласко, граф де Сируэла (1533—1580)                                                                        | Габриэль де Веласко, граф де Сируэла (1533—1580)                                                                        | Габриэль де Веласко, граф де Сируэла (1533—1580)                                                                        | Габриэль де Веласко, граф де Сируэла (1533—1580)                                                                        | Габриэль де Веласко, граф де Сируэла (1533—1580)                                                                        | Габриэль де Веласко, граф де Сируэла (1533—1580)                                                                        |  |  |  |  |  |  |  |  |  |  |  |  |  |  |  |  |  |  |  |  |  |  |
|                                                              |                                                              |                                                              |                                                              |                                                              |                                                              |  |  |                                                                        |                                                                        |                                                                        |                                                                        |                                                                        |                                                                        |  |  |                                                                                 |                                                                                 |                                                                                 |                                                                                 |                                                                                 |                                                                                 |                                                                         |                                                                         |                                                                                    |                                                                                    |                                                                                    |                                                                                    |                                                                                    |                                                                                    |  |  |                                                                                       |                                                                                       |                                                                                       |                                                                                       |                                                                                       |                                                                                       |  |  | | | | | | |  |  |  |  |  |  |  |  |  |  |  |  |  |  |  |  |  |  |  |  |  |  |
| Франсиско де ла Куэва, 4-й герцог де Альбуркерке (1510—1563) | Франсиско де ла Куэва, 4-й герцог де Альбуркерке (1510—1563) | Франсиско де ла Куэва, 4-й герцог де Альбуркерке (1510—1563) | Франсиско де ла Куэва, 4-й герцог де Альбуркерке (1510—1563) | Франсиско де ла Куэва, 4-й герцог де Альбуркерке (1510—1563) | Франсиско де ла Куэва, 4-й герцог де Альбуркерке (1510—1563) |  |  | Габриэль де ла Куэва, 5-й герцог де Альбуркерке († 1571)               | Габриэль де ла Куэва, 5-й герцог де Альбуркерке († 1571)               | Габриэль де ла Куэва, 5-й герцог де Альбуркерке († 1571)               | Габриэль де ла Куэва, 5-й герцог де Альбуркерке († 1571)               | Габриэль де ла Куэва, 5-й герцог де Альбуркерке († 1571)               | Габриэль де ла Куэва, 5-й герцог де Альбуркерке († 1571)               |  |  | Бельтран де ла Куэва, 6-й герцог де Альбуркерке (1551—1612)                     | Бельтран де ла Куэва, 6-й герцог де Альбуркерке (1551—1612)                     | Бельтран де ла Куэва, 6-й герцог де Альбуркерке (1551—1612)                     | Бельтран де ла Куэва, 6-й герцог де Альбуркерке (1551—1612)                     | Бельтран де ла Куэва, 6-й герцог де Альбуркерке (1551—1612)                     | Бельтран де ла Куэва, 6-й герцог де Альбуркерке (1551—1612)                     |                                                                         |                                                                         |                                                                                    |                                                                                    |                                                                                    |                                                                                    |                                                                                    |                                                                                    |  |  |                                                                                       |                                                                                       |                                                                                       |                                                                                       |                                                                                       |                                                                                       |  |  | Кристобаль де Веласко, граф де Сируэла († 1633)                                                                         | Кристобаль де Веласко, граф де Сируэла († 1633)                                                                         | Кристобаль де Веласко, граф де Сируэла († 1633)                                                                         | Кристобаль де Веласко, граф де Сируэла († 1633)                                                                         | Кристобаль де Веласко, граф де Сируэла († 1633)                                                                         | Кристобаль де Веласко, граф де Сируэла († 1633)                                                                         |  |  |  |  |  |  |  |  |  |  |  |  |  |  |  |  |  |  |  |  |  |  |
| Франсиско де ла Куэва, 4-й герцог де Альбуркерке (1510—1563) | Франсиско де ла Куэва, 4-й герцог де Альбуркерке (1510—1563) | Франсиско де ла Куэва, 4-й герцог де Альбуркерке (1510—1563) | Франсиско де ла Куэва, 4-й герцог де Альбуркерке (1510—1563) | Франсиско де ла Куэва, 4-й герцог де Альбуркерке (1510—1563) | Франсиско де ла Куэва, 4-й герцог де Альбуркерке (1510—1563) |  |  | Габриэль де ла Куэва, 5-й герцог де Альбуркерке († 1571)               | Габриэль де ла Куэва, 5-й герцог де Альбуркерке († 1571)               | Габриэль де ла Куэва, 5-й герцог де Альбуркерке († 1571)               | Габриэль де ла Куэва, 5-й герцог де Альбуркерке († 1571)               | Габриэль де ла Куэва, 5-й герцог де Альбуркерке († 1571)               | Габриэль де ла Куэва, 5-й герцог де Альбуркерке († 1571)               |  |  | Бельтран де ла Куэва, 6-й герцог де Альбуркерке (1551—1612)                     | Бельтран де ла Куэва, 6-й герцог де Альбуркерке (1551—1612)                     | Бельтран де ла Куэва, 6-й герцог де Альбуркерке (1551—1612)                     | Бельтран де ла Куэва, 6-й герцог де Альбуркерке (1551—1612)                     | Бельтран де ла Куэва, 6-й герцог де Альбуркерке (1551—1612)                     | Бельтран де ла Куэва, 6-й герцог де Альбуркерке (1551—1612)                     |                                                                         |                                                                         |                                                                                    |                                                                                    |                                                                                    |                                                                                    |                                                                                    |                                                                                    |  |  |                                                                                       |                                                                                       |                                                                                       |                                                                                       |                                                                                       |                                                                                       |  |  | Кристобаль де Веласко, граф де Сируэла († 1633)                                                                         | Кристобаль де Веласко, граф де Сируэла († 1633)                                                                         | Кристобаль де Веласко, граф де Сируэла († 1633)                                                                         | Кристобаль де Веласко, граф де Сируэла († 1633)                                                                         | Кристобаль де Веласко, граф де Сируэла († 1633)                                                                         | Кристобаль де Веласко, граф де Сируэла († 1633)                                                                         |  |  |  |  |  |  |  |  |  |  |  |  |  |  |  |  |  |  |  |  |  |  |
|                                                              |                                                              |                                                              |                                                              |                                                              |                                                              |  |  |                                                                        |                                                                        |                                                                        |                                                                        |                                                                        |                                                                        |  |  |                                                                                 |                                                                                 |                                                                                 |                                                                                 |                                                                                 |                                                                                 |                                                                         |                                                                         |                                                                                    |                                                                                    |                                                                                    |                                                                                    |                                                                                    |                                                                                    |  |  |                                                                                       |                                                                                       |                                                                                       |                                                                                       |                                                                                       |                                                                                       |  |  | | | | | | |  |  |  |  |  |  |  |  |  |  |  |  |  |  |  |  |  |  |  |  |  |  |
|                                                              |                                                              |                                                              |                                                              |                                                              |                                                              |  |  | Мария де ла Куэва, герцогиня де Альбуркерке                            | Мария де ла Куэва, герцогиня де Альбуркерке                            | Мария де ла Куэва, герцогиня де Альбуркерке                            | Мария де ла Куэва, герцогиня де Альбуркерке                            | Мария де ла Куэва, герцогиня де Альбуркерке                            | Мария де ла Куэва, герцогиня де Альбуркерке                            |  |  | Франсиско да ла Куэва, 7-й герцог де Альбуркерке (1575—1637)                    | Франсиско да ла Куэва, 7-й герцог де Альбуркерке (1575—1637)                    | Франсиско да ла Куэва, 7-й герцог де Альбуркерке (1575—1637)                    | Франсиско да ла Куэва, 7-й герцог де Альбуркерке (1575—1637)                    | Франсиско да ла Куэва, 7-й герцог де Альбуркерке (1575—1637)                    | Франсиско да ла Куэва, 7-й герцог де Альбуркерке (1575—1637)                    |                                                                         |                                                                         |                                                                                    |                                                                                    |                                                                                    |                                                                                    |                                                                                    |                                                                                    |  |  | Габриэль де Веласко, граф де Сируэла С правопреемством в доме графов Сируэла.         | Габриэль де Веласко, граф де Сируэла С правопреемством в доме графов Сируэла.         | Габриэль де Веласко, граф де Сируэла С правопреемством в доме графов Сируэла.         | Габриэль де Веласко, граф де Сируэла С правопреемством в доме графов Сируэла.         | Габриэль де Веласко, граф де Сируэла С правопреемством в доме графов Сируэла.         | Габриэль де Веласко, граф де Сируэла С правопреемством в доме графов Сируэла.         |  |  | Антонио де Веласко, сеньор де ла Ногуэрос                                                                               | Антонио де Веласко, сеньор де ла Ногуэрос                                                                               | Антонио де Веласко, сеньор де ла Ногуэрос                                                                               | Антонио де Веласко, сеньор де ла Ногуэрос                                                                               | Антонио де Веласко, сеньор де ла Ногуэрос                                                                               | Антонио де Веласко, сеньор де ла Ногуэрос                                                                               |  |  |  |  |  |  |  |  |  |  |  |  |  |  |  |  |  |  |  |  |  |  |
|                                                              |                                                              |                                                              |                                                              |                                                              |                                                              |  |  | Мария де ла Куэва, герцогиня де Альбуркерке                            | Мария де ла Куэва, герцогиня де Альбуркерке                            | Мария де ла Куэва, герцогиня де Альбуркерке                            | Мария де ла Куэва, герцогиня де Альбуркерке                            | Мария де ла Куэва, герцогиня де Альбуркерке                            | Мария де ла Куэва, герцогиня де Альбуркерке                            |  |  | Франсиско да ла Куэва, 7-й герцог де Альбуркерке (1575—1637)                    | Франсиско да ла Куэва, 7-й герцог де Альбуркерке (1575—1637)                    | Франсиско да ла Куэва, 7-й герцог де Альбуркерке (1575—1637)                    | Франсиско да ла Куэва, 7-й герцог де Альбуркерке (1575—1637)                    | Франсиско да ла Куэва, 7-й герцог де Альбуркерке (1575—1637)                    | Франсиско да ла Куэва, 7-й герцог де Альбуркерке (1575—1637)                    |                                                                         |                                                                         |                                                                                    |                                                                                    |                                                                                    |                                                                                    |                                                                                    |                                                                                    |  |  | Габриэль де Веласко, граф де Сируэла С правопреемством в доме графов Сируэла.         | Габриэль де Веласко, граф де Сируэла С правопреемством в доме графов Сируэла.         | Габриэль де Веласко, граф де Сируэла С правопреемством в доме графов Сируэла.         | Габриэль де Веласко, граф де Сируэла С правопреемством в доме графов Сируэла.         | Габриэль де Веласко, граф де Сируэла С правопреемством в доме графов Сируэла.         | Габриэль де Веласко, граф де Сируэла С правопреемством в доме графов Сируэла.         |  |  | Антонио де Веласко, сеньор де ла Ногуэрос                                                                               | Антонио де Веласко, сеньор де ла Ногуэрос                                                                               | Антонио де Веласко, сеньор де ла Ногуэрос                                                                               | Антонио де Веласко, сеньор де ла Ногуэрос                                                                               | Антонио де Веласко, сеньор де ла Ногуэрос                                                                               | Антонио де Веласко, сеньор де ла Ногуэрос                                                                               |  |  |  |  |  |  |  |  |  |  |  |  |  |  |  |  |  |  |  |  |  |  |
|                                                              |                                                              |                                                              |                                                              |                                                              |                                                              |  |  |                                                                        |                                                                        |                                                                        |                                                                        |                                                                        |                                                                        |  |  |                                                                                 |                                                                                 |                                                                                 |                                                                                 |                                                                                 |                                                                                 |                                                                         |                                                                         |                                                                                    |                                                                                    |                                                                                    |                                                                                    |                                                                                    |                                                                                    |  |  |                                                                                       |                                                                                       |                                                                                       |                                                                                       |                                                                                       |                                                                                       |  |  | | | | | | |  |  |  |  |  |  |  |  |  |  |  |  |  |  |  |  |  |  |  |  |  |  |
|                                                              |                                                              |                                                              |                                                              |                                                              |                                                              |  |  |                                                                        |                                                                        |                                                                        |                                                                        |                                                                        |                                                                        |  |  | Франсиско де ла Куэва, 8-й герцог де Альбуркерке (1619—1676)                    | Франсиско де ла Куэва, 8-й герцог де Альбуркерке (1619—1676)                    | Франсиско де ла Куэва, 8-й герцог де Альбуркерке (1619—1676)                    | Франсиско де ла Куэва, 8-й герцог де Альбуркерке (1619—1676)                    | Франсиско де ла Куэва, 8-й герцог де Альбуркерке (1619—1676)                    | Франсиско де ла Куэва, 8-й герцог де Альбуркерке (1619—1676)                    |                                                                         |                                                                         |                                                                                    |                                                                                    |                                                                                    |                                                                                    |                                                                                    |                                                                                    |  |  |                                                                                       |                                                                                       |                                                                                       |                                                                                       |                                                                                       |                                                                                       |  |  | Кристобаль де Веласко, граф де Сируэла († 1692)                                                                         | Кристобаль де Веласко, граф де Сируэла († 1692)                                                                         | Кристобаль де Веласко, граф де Сируэла († 1692)                                                                         | Кристобаль де Веласко, граф де Сируэла († 1692)                                                                         | Кристобаль де Веласко, граф де Сируэла († 1692)                                                                         | Кристобаль де Веласко, граф де Сируэла († 1692)                                                                         |  |  |  |  |  |  |  |  |  |  |  |  |  |  |  |  |  |  |  |  |  |  |
|                                                              |                                                              |                                                              |                                                              |                                                              |                                                              |  |  |                                                                        |                                                                        |                                                                        |                                                                        |                                                                        |                                                                        |  |  | Франсиско де ла Куэва, 8-й герцог де Альбуркерке (1619—1676)                    | Франсиско де ла Куэва, 8-й герцог де Альбуркерке (1619—1676)                    | Франсиско де ла Куэва, 8-й герцог де Альбуркерке (1619—1676)                    | Франсиско де ла Куэва, 8-й герцог де Альбуркерке (1619—1676)                    | Франсиско де ла Куэва, 8-й герцог де Альбуркерке (1619—1676)                    | Франсиско де ла Куэва, 8-й герцог де Альбуркерке (1619—1676)                    |                                                                         |                                                                         |                                                                                    |                                                                                    |                                                                                    |                                                                                    |                                                                                    |                                                                                    |  |  |                                                                                       |                                                                                       |                                                                                       |                                                                                       |                                                                                       |                                                                                       |  |  | Кристобаль де Веласко, граф де Сируэла († 1692)                                                                         | Кристобаль де Веласко, граф де Сируэла († 1692)                                                                         | Кристобаль де Веласко, граф де Сируэла († 1692)                                                                         | Кристобаль де Веласко, граф де Сируэла († 1692)                                                                         | Кристобаль де Веласко, граф де Сируэла († 1692)                                                                         | Кристобаль де Веласко, граф де Сируэла († 1692)                                                                         |  |  |  |  |  |  |  |  |  |  |  |  |  |  |  |  |  |  |  |  |  |  |
|                                                              |                                                              |                                                              |                                                              |                                                              |                                                              |  |  |                                                                        |                                                                        |                                                                        |                                                                        |                                                                        |                                                                        |  |  |                                                                                 |                                                                                 |                                                                                 |                                                                                 |                                                                                 |                                                                                 |                                                                         |                                                                         |                                                                                    |                                                                                    |                                                                                    |                                                                                    |                                                                                    |                                                                                    |  |  |                                                                                       |                                                                                       |                                                                                       |                                                                                       |                                                                                       |                                                                                       |  |  | | | | | | |  |  |  |  |  |  |  |  |  |  |  |  |  |  |  |  |  |  |  |  |  |  |
|                                                              |                                                              |                                                              |                                                              |                                                              |                                                              |  |  |                                                                        |                                                                        |                                                                        |                                                                        |                                                                        |                                                                        |  |  | Ана Розалия де ла Куэва, герцогиня де Альбуркерке (1647—1716)                   | Ана Розалия де ла Куэва, герцогиня де Альбуркерке (1647—1716)                   | Ана Розалия де ла Куэва, герцогиня де Альбуркерке (1647—1716)                   | Ана Розалия де ла Куэва, герцогиня де Альбуркерке (1647—1716)                   | Ана Розалия де ла Куэва, герцогиня де Альбуркерке (1647—1716)                   | Ана Розалия де ла Куэва, герцогиня де Альбуркерке (1647—1716)                   |                                                                         |                                                                         | Мельхиор де ла Куэва, 9-й герцог де Альбуркерке (1625—1686)                        | Мельхиор де ла Куэва, 9-й герцог де Альбуркерке (1625—1686)                        | Мельхиор де ла Куэва, 9-й герцог де Альбуркерке (1625—1686)                        | Мельхиор де ла Куэва, 9-й герцог де Альбуркерке (1625—1686)                        | Мельхиор де ла Куэва, 9-й герцог де Альбуркерке (1625—1686)                        | Мельхиор де ла Куэва, 9-й герцог де Альбуркерке (1625—1686)                        |  |  | Антонио де Веласко, граф де Сируэла († 1730) С правопреемством в доме графов Сируэла. | Антонио де Веласко, граф де Сируэла († 1730) С правопреемством в доме графов Сируэла. | Антонио де Веласко, граф де Сируэла († 1730) С правопреемством в доме графов Сируэла. | Антонио де Веласко, граф де Сируэла († 1730) С правопреемством в доме графов Сируэла. | Антонио де Веласко, граф де Сируэла († 1730) С правопреемством в доме графов Сируэла. | Антонио де Веласко, граф де Сируэла († 1730) С правопреемством в доме графов Сируэла. |  |  | Хуан Гаспар де ла Куэва Веласко и Рамирес де Арельяно (1669—?)                                                          | Хуан Гаспар де ла Куэва Веласко и Рамирес де Арельяно (1669—?)                                                          | Хуан Гаспар де ла Куэва Веласко и Рамирес де Арельяно (1669—?)                                                          | Хуан Гаспар де ла Куэва Веласко и Рамирес де Арельяно (1669—?)                                                          | Хуан Гаспар де ла Куэва Веласко и Рамирес де Арельяно (1669—?)                                                          | Хуан Гаспар де ла Куэва Веласко и Рамирес де Арельяно (1669—?)                                                          |  |  |  |  |  |  |  |  |  |  |  |  |  |  |  |  |  |  |  |  |  |  |
|                                                              |                                                              |                                                              |                                                              |                                                              |                                                              |  |  |                                                                        |                                                                        |                                                                        |                                                                        |                                                                        |                                                                        |  |  | Ана Розалия де ла Куэва, герцогиня де Альбуркерке (1647—1716)                   | Ана Розалия де ла Куэва, герцогиня де Альбуркерке (1647—1716)                   | Ана Розалия де ла Куэва, герцогиня де Альбуркерке (1647—1716)                   | Ана Розалия де ла Куэва, герцогиня де Альбуркерке (1647—1716)                   | Ана Розалия де ла Куэва, герцогиня де Альбуркерке (1647—1716)                   | Ана Розалия де ла Куэва, герцогиня де Альбуркерке (1647—1716)                   |                                                                         |                                                                         | Мельхиор де ла Куэва, 9-й герцог де Альбуркерке (1625—1686)                        | Мельхиор де ла Куэва, 9-й герцог де Альбуркерке (1625—1686)                        | Мельхиор де ла Куэва, 9-й герцог де Альбуркерке (1625—1686)                        | Мельхиор де ла Куэва, 9-й герцог де Альбуркерке (1625—1686)                        | Мельхиор де ла Куэва, 9-й герцог де Альбуркерке (1625—1686)                        | Мельхиор де ла Куэва, 9-й герцог де Альбуркерке (1625—1686)                        |  |  | Антонио де Веласко, граф де Сируэла († 1730) С правопреемством в доме графов Сируэла. | Антонио де Веласко, граф де Сируэла († 1730) С правопреемством в доме графов Сируэла. | Антонио де Веласко, граф де Сируэла († 1730) С правопреемством в доме графов Сируэла. | Антонио де Веласко, граф де Сируэла († 1730) С правопреемством в доме графов Сируэла. | Антонио де Веласко, граф де Сируэла († 1730) С правопреемством в доме графов Сируэла. | Антонио де Веласко, граф де Сируэла († 1730) С правопреемством в доме графов Сируэла. |  |  | Хуан Гаспар де ла Куэва Веласко и Рамирес де Арельяно (1669—?)                                                          | Хуан Гаспар де ла Куэва Веласко и Рамирес де Арельяно (1669—?)                                                          | Хуан Гаспар де ла Куэва Веласко и Рамирес де Арельяно (1669—?)                                                          | Хуан Гаспар де ла Куэва Веласко и Рамирес де Арельяно (1669—?)                                                          | Хуан Гаспар де ла Куэва Веласко и Рамирес де Арельяно (1669—?)                                                          | Хуан Гаспар де ла Куэва Веласко и Рамирес де Арельяно (1669—?)                                                          |  |  |  |  |  |  |  |  |  |  |  |  |  |  |  |  |  |  |  |  |  |  |
|                                                              |                                                              |                                                              |                                                              |                                                              |                                                              |  |  |                                                                        |                                                                        |                                                                        |                                                                        |                                                                        |                                                                        |  |  |                                                                                 |                                                                                 |                                                                                 |                                                                                 |                                                                                 |                                                                                 |                                                                         |                                                                         |                                                                                    |                                                                                    |                                                                                    |                                                                                    |                                                                                    |                                                                                    |  |  |                                                                                       |                                                                                       |                                                                                       |                                                                                       |                                                                                       |                                                                                       |  |  | | | | | | |  |  |  |  |  |  |  |  |  |  |  |  |  |  |  |  |  |  |  |  |  |  |
|                                                              |                                                              |                                                              |                                                              |                                                              |                                                              |  |  |                                                                        |                                                                        |                                                                        |                                                                        |                                                                        |                                                                        |  |  |                                                                                 |                                                                                 |                                                                                 |                                                                                 | Франсиско Фернандес де ла Куэва, 10-й герцог де Альбуркерке (1666—1724)         | Франсиско Фернандес де ла Куэва, 10-й герцог де Альбуркерке (1666—1724)         | Франсиско Фернандес де ла Куэва, 10-й герцог де Альбуркерке (1666—1724) | Франсиско Фернандес де ла Куэва, 10-й герцог де Альбуркерке (1666—1724) | Франсиско Фернандес де ла Куэва, 10-й герцог де Альбуркерке (1666—1724)            | Франсиско Фернандес де ла Куэва, 10-й герцог де Альбуркерке (1666—1724)            |                                                                                    |                                                                                    |                                                                                    |                                                                                    |  |  |                                                                                       |                                                                                       |                                                                                       |                                                                                       |                                                                                       |                                                                                       |  |  | Педро Мигель де ла Куэва, 12-й герцог де Альбуркерке (1712—1762)                                                        | Педро Мигель де ла Куэва, 12-й герцог де Альбуркерке (1712—1762)                                                        | Педро Мигель де ла Куэва, 12-й герцог де Альбуркерке (1712—1762)                                                        | Педро Мигель де ла Куэва, 12-й герцог де Альбуркерке (1712—1762)                                                        | Педро Мигель де ла Куэва, 12-й герцог де Альбуркерке (1712—1762)                                                        | Педро Мигель де ла Куэва, 12-й герцог де Альбуркерке (1712—1762)                                                        |  |  |  |  |  |  |  |  |  |  |  |  |  |  |  |  |  |  |  |  |  |  |
|                                                              |                                                              |                                                              |                                                              |                                                              |                                                              |  |  |                                                                        |                                                                        |                                                                        |                                                                        |                                                                        |                                                                        |  |  |                                                                                 |                                                                                 |                                                                                 |                                                                                 | Франсиско Фернандес де ла Куэва, 10-й герцог де Альбуркерке (1666—1724)         | Франсиско Фернандес де ла Куэва, 10-й герцог де Альбуркерке (1666—1724)         | Франсиско Фернандес де ла Куэва, 10-й герцог де Альбуркерке (1666—1724) | Франсиско Фернандес де ла Куэва, 10-й герцог де Альбуркерке (1666—1724) | Франсиско Фернандес де ла Куэва, 10-й герцог де Альбуркерке (1666—1724)            | Франсиско Фернандес де ла Куэва, 10-й герцог де Альбуркерке (1666—1724)            |                                                                                    |                                                                                    |                                                                                    |                                                                                    |  |  |                                                                                       |                                                                                       |                                                                                       |                                                                                       |                                                                                       |                                                                                       |  |  | Педро Мигель де ла Куэва, 12-й герцог де Альбуркерке (1712—1762)                                                        | Педро Мигель де ла Куэва, 12-й герцог де Альбуркерке (1712—1762)                                                        | Педро Мигель де ла Куэва, 12-й герцог де Альбуркерке (1712—1762)                                                        | Педро Мигель де ла Куэва, 12-й герцог де Альбуркерке (1712—1762)                                                        | Педро Мигель де ла Куэва, 12-й герцог де Альбуркерке (1712—1762)                                                        | Педро Мигель де ла Куэва, 12-й герцог де Альбуркерке (1712—1762)                                                        |  |  |  |  |  |  |  |  |  |  |  |  |  |  |  |  |  |  |  |  |  |  |
|                                                              |                                                              |                                                              |                                                              |                                                              |                                                              |  |  |                                                                        |                                                                        |                                                                        |                                                                        |                                                                        |                                                                        |  |  |                                                                                 |                                                                                 |                                                                                 |                                                                                 |                                                                                 |                                                                                 |                                                                         |                                                                         |                                                                                    |                                                                                    |                                                                                    |                                                                                    |                                                                                    |                                                                                    |  |  |                                                                                       |                                                                                       |                                                                                       |                                                                                       |                                                                                       |                                                                                       |  |  | | | | | | |  |  |  |  |  |  |  |  |  |  |  |  |  |  |  |  |  |  |  |  |  |  |
|                                                              |                                                              |                                                              |                                                              |                                                              |                                                              |  |  |                                                                        |                                                                        |                                                                        |                                                                        |                                                                        |                                                                        |  |  | Франсиско Фернандес де ла Куэва 11-й герцог де Альбуркерке (1692—1757)          | Франсиско Фернандес де ла Куэва 11-й герцог де Альбуркерке (1692—1757)          | Франсиско Фернандес де ла Куэва 11-й герцог де Альбуркерке (1692—1757)          | Франсиско Фернандес де ла Куэва 11-й герцог де Альбуркерке (1692—1757)          | Франсиско Фернандес де ла Куэва 11-й герцог де Альбуркерке (1692—1757)          | Франсиско Фернандес де ла Куэва 11-й герцог де Альбуркерке (1692—1757)          |                                                                         |                                                                         | Ана Каталина де ла Куэва, маркиза де лос Бальбасес (1697—?)                        | Ана Каталина де ла Куэва, маркиза де лос Бальбасес (1697—?)                        | Ана Каталина де ла Куэва, маркиза де лос Бальбасес (1697—?)                        | Ана Каталина де ла Куэва, маркиза де лос Бальбасес (1697—?)                        | Ана Каталина де ла Куэва, маркиза де лос Бальбасес (1697—?)                        | Ана Каталина де ла Куэва, маркиза де лос Бальбасес (1697—?)                        |  |  |                                                                                       |                                                                                       |                                                                                       |                                                                                       |                                                                                       |                                                                                       |  |  | Мигель де ла Куэва, 13-й герцог де Альбуркерке (1743—1803)                                                              | Мигель де ла Куэва, 13-й герцог де Альбуркерке (1743—1803)                                                              | Мигель де ла Куэва, 13-й герцог де Альбуркерке (1743—1803)                                                              | Мигель де ла Куэва, 13-й герцог де Альбуркерке (1743—1803)                                                              | Мигель де ла Куэва, 13-й герцог де Альбуркерке (1743—1803)                                                              | Мигель де ла Куэва, 13-й герцог де Альбуркерке (1743—1803)                                                              |  |  |  |  |  |  |  |  |  |  |  |  |  |  |  |  |  |  |  |  |  |  |
|                                                              |                                                              |                                                              |                                                              |                                                              |                                                              |  |  |                                                                        |                                                                        |                                                                        |                                                                        |                                                                        |                                                                        |  |  | Франсиско Фернандес де ла Куэва 11-й герцог де Альбуркерке (1692—1757)          | Франсиско Фернандес де ла Куэва 11-й герцог де Альбуркерке (1692—1757)          | Франсиско Фернандес де ла Куэва 11-й герцог де Альбуркерке (1692—1757)          | Франсиско Фернандес де ла Куэва 11-й герцог де Альбуркерке (1692—1757)          | Франсиско Фернандес де ла Куэва 11-й герцог де Альбуркерке (1692—1757)          | Франсиско Фернандес де ла Куэва 11-й герцог де Альбуркерке (1692—1757)          |                                                                         |                                                                         | Ана Каталина де ла Куэва, маркиза де лос Бальбасес (1697—?)                        | Ана Каталина де ла Куэва, маркиза де лос Бальбасес (1697—?)                        | Ана Каталина де ла Куэва, маркиза де лос Бальбасес (1697—?)                        | Ана Каталина де ла Куэва, маркиза де лос Бальбасес (1697—?)                        | Ана Каталина де ла Куэва, маркиза де лос Бальбасес (1697—?)                        | Ана Каталина де ла Куэва, маркиза де лос Бальбасес (1697—?)                        |  |  |                                                                                       |                                                                                       |                                                                                       |                                                                                       |                                                                                       |                                                                                       |  |  | Мигель де ла Куэва, 13-й герцог де Альбуркерке (1743—1803)                                                              | Мигель де ла Куэва, 13-й герцог де Альбуркерке (1743—1803)                                                              | Мигель де ла Куэва, 13-й герцог де Альбуркерке (1743—1803)                                                              | Мигель де ла Куэва, 13-й герцог де Альбуркерке (1743—1803)                                                              | Мигель де ла Куэва, 13-й герцог де Альбуркерке (1743—1803)                                                              | Мигель де ла Куэва, 13-й герцог де Альбуркерке (1743—1803)                                                              |  |  |  |  |  |  |  |  |  |  |  |  |  |  |  |  |  |  |  |  |  |  |
|                                                              |                                                              |                                                              |                                                              |                                                              |                                                              |  |  |                                                                        |                                                                        |                                                                        |                                                                        |                                                                        |                                                                        |  |  |                                                                                 |                                                                                 |                                                                                 |                                                                                 |                                                                                 |                                                                                 |                                                                         |                                                                         |                                                                                    |                                                                                    |                                                                                    |                                                                                    |                                                                                    |                                                                                    |  |  |                                                                                       |                                                                                       |                                                                                       |                                                                                       |                                                                                       |                                                                                       |  |  | | | | | | |  |  |  |  |  |  |  |  |  |  |  |  |  |  |  |  |  |  |  |  |  |  |
|                                                              |                                                              |                                                              |                                                              |                                                              |                                                              |  |  |                                                                        |                                                                        |                                                                        |                                                                        |                                                                        |                                                                        |  |  | Мария Соледад де ла Куэва, маркиза де Санта-Крус (1735—1762)                    | Мария Соледад де ла Куэва, маркиза де Санта-Крус (1735—1762)                    | Мария Соледад де ла Куэва, маркиза де Санта-Крус (1735—1762)                    | Мария Соледад де ла Куэва, маркиза де Санта-Крус (1735—1762)                    | Мария Соледад де ла Куэва, маркиза де Санта-Крус (1735—1762)                    | Мария Соледад де ла Куэва, маркиза де Санта-Крус (1735—1762)                    |                                                                         |                                                                         | Мария Доминга Спинола, маркиза де Альканьисес (1737—1757)                          | Мария Доминга Спинола, маркиза де Альканьисес (1737—1757)                          | Мария Доминга Спинола, маркиза де Альканьисес (1737—1757)                          | Мария Доминга Спинола, маркиза де Альканьисес (1737—1757)                          | Мария Доминга Спинола, маркиза де Альканьисес (1737—1757)                          | Мария Доминга Спинола, маркиза де Альканьисес (1737—1757)                          |  |  | Хосе де ла Куэва, 14-й герцог де Альбуркерке (1775—1811)                              | Хосе де ла Куэва, 14-й герцог де Альбуркерке (1775—1811)                              | Хосе де ла Куэва, 14-й герцог де Альбуркерке (1775—1811)                              | Хосе де ла Куэва, 14-й герцог де Альбуркерке (1775—1811)                              | Хосе де ла Куэва, 14-й герцог де Альбуркерке (1775—1811)                              | Хосе де ла Куэва, 14-й герцог де Альбуркерке (1775—1811)                              |  |  | Мария Магдалена де ла Куэва, графиня де Сервельон († 1799)                                                              | Мария Магдалена де ла Куэва, графиня де Сервельон († 1799)                                                              | Мария Магдалена де ла Куэва, графиня де Сервельон († 1799)                                                              | Мария Магдалена де ла Куэва, графиня де Сервельон († 1799)                                                              | Мария Магдалена де ла Куэва, графиня де Сервельон († 1799)                                                              | Мария Магдалена де ла Куэва, графиня де Сервельон († 1799)                                                              |  |  |  |  |  |  |  |  |  |  |  |  |  |  |  |  |  |  |  |  |  |  |
|                                                              |                                                              |                                                              |                                                              |                                                              |                                                              |  |  |                                                                        |                                                                        |                                                                        |                                                                        |                                                                        |                                                                        |  |  | Мария Соледад де ла Куэва, маркиза де Санта-Крус (1735—1762)                    | Мария Соледад де ла Куэва, маркиза де Санта-Крус (1735—1762)                    | Мария Соледад де ла Куэва, маркиза де Санта-Крус (1735—1762)                    | Мария Соледад де ла Куэва, маркиза де Санта-Крус (1735—1762)                    | Мария Соледад де ла Куэва, маркиза де Санта-Крус (1735—1762)                    | Мария Соледад де ла Куэва, маркиза де Санта-Крус (1735—1762)                    |                                                                         |                                                                         | Мария Доминга Спинола, маркиза де Альканьисес (1737—1757)                          | Мария Доминга Спинола, маркиза де Альканьисес (1737—1757)                          | Мария Доминга Спинола, маркиза де Альканьисес (1737—1757)                          | Мария Доминга Спинола, маркиза де Альканьисес (1737—1757)                          | Мария Доминга Спинола, маркиза де Альканьисес (1737—1757)                          | Мария Доминга Спинола, маркиза де Альканьисес (1737—1757)                          |  |  | Хосе де ла Куэва, 14-й герцог де Альбуркерке (1775—1811)                              | Хосе де ла Куэва, 14-й герцог де Альбуркерке (1775—1811)                              | Хосе де ла Куэва, 14-й герцог де Альбуркерке (1775—1811)                              | Хосе де ла Куэва, 14-й герцог де Альбуркерке (1775—1811)                              | Хосе де ла Куэва, 14-й герцог де Альбуркерке (1775—1811)                              | Хосе де ла Куэва, 14-й герцог де Альбуркерке (1775—1811)                              |  |  | Мария Магдалена де ла Куэва, графиня де Сервельон († 1799)                                                              | Мария Магдалена де ла Куэва, графиня де Сервельон († 1799)                                                              | Мария Магдалена де ла Куэва, графиня де Сервельон († 1799)                                                              | Мария Магдалена де ла Куэва, графиня де Сервельон († 1799)                                                              | Мария Магдалена де ла Куэва, графиня де Сервельон († 1799)                                                              | Мария Магдалена де ла Куэва, графиня де Сервельон († 1799)                                                              |  |  |  |  |  |  |  |  |  |  |  |  |  |  |  |  |  |  |  |  |  |  |
|                                                              |                                                              |                                                              |                                                              |                                                              |                                                              |  |  |                                                                        |                                                                        |                                                                        |                                                                        |                                                                        |                                                                        |  |  | Франсиско де Асис де Сильва-Базан, маркиз де Висо (1756—1779)                   | Франсиско де Асис де Сильва-Базан, маркиз де Висо (1756—1779)                   | Франсиско де Асис де Сильва-Базан, маркиз де Висо (1756—1779)                   | Франсиско де Асис де Сильва-Базан, маркиз де Висо (1756—1779)                   | Франсиско де Асис де Сильва-Базан, маркиз де Висо (1756—1779)                   | Франсиско де Асис де Сильва-Базан, маркиз де Висо (1756—1779)                   |                                                                         |                                                                         | Мануэль Мигель Осорио, 15-й маркиз де Альканьисес (1757—1813)                      | Мануэль Мигель Осорио, 15-й маркиз де Альканьисес (1757—1813)                      | Мануэль Мигель Осорио, 15-й маркиз де Альканьисес (1757—1813)                      | Мануэль Мигель Осорио, 15-й маркиз де Альканьисес (1757—1813)                      | Мануэль Мигель Осорио, 15-й маркиз де Альканьисес (1757—1813)                      | Мануэль Мигель Осорио, 15-й маркиз де Альканьисес (1757—1813)                      |  |  |                                                                                       |                                                                                       |                                                                                       |                                                                                       |                                                                                       |                                                                                       |  |  | Фелипе Осорио, герцог де Фернан Нуньес (1795—1859)                                                                      | Фелипе Осорио, герцог де Фернан Нуньес (1795—1859)                                                                      | Фелипе Осорио, герцог де Фернан Нуньес (1795—1859)                                                                      | Фелипе Осорио, герцог де Фернан Нуньес (1795—1859)                                                                      | Фелипе Осорио, герцог де Фернан Нуньес (1795—1859)                                                                      | Фелипе Осорио, герцог де Фернан Нуньес (1795—1859)                                                                      |  |  |  |  |  |  |  |  |  |  |  |  |  |  |  |  |  |  |  |  |  |  |
|                                                              |                                                              |                                                              |                                                              |                                                              |                                                              |  |  |                                                                        |                                                                        |                                                                        |                                                                        |                                                                        |                                                                        |  |  | Франсиско де Асис де Сильва-Базан, маркиз де Висо (1756—1779)                   | Франсиско де Асис де Сильва-Базан, маркиз де Висо (1756—1779)                   | Франсиско де Асис де Сильва-Базан, маркиз де Висо (1756—1779)                   | Франсиско де Асис де Сильва-Базан, маркиз де Висо (1756—1779)                   | Франсиско де Асис де Сильва-Базан, маркиз де Висо (1756—1779)                   | Франсиско де Асис де Сильва-Базан, маркиз де Висо (1756—1779)                   |                                                                         |                                                                         | Мануэль Мигель Осорио, 15-й маркиз де Альканьисес (1757—1813)                      | Мануэль Мигель Осорио, 15-й маркиз де Альканьисес (1757—1813)                      | Мануэль Мигель Осорио, 15-й маркиз де Альканьисес (1757—1813)                      | Мануэль Мигель Осорио, 15-й маркиз де Альканьисес (1757—1813)                      | Мануэль Мигель Осорио, 15-й маркиз де Альканьисес (1757—1813)                      | Мануэль Мигель Осорио, 15-й маркиз де Альканьисес (1757—1813)                      |  |  |                                                                                       |                                                                                       |                                                                                       |                                                                                       |                                                                                       |                                                                                       |  |  | Фелипе Осорио, герцог де Фернан Нуньес (1795—1859)                                                                      | Фелипе Осорио, герцог де Фернан Нуньес (1795—1859)                                                                      | Фелипе Осорио, герцог де Фернан Нуньес (1795—1859)                                                                      | Фелипе Осорио, герцог де Фернан Нуньес (1795—1859)                                                                      | Фелипе Осорио, герцог де Фернан Нуньес (1795—1859)                                                                      | Фелипе Осорио, герцог де Фернан Нуньес (1795—1859)                                                                      |  |  |  |  |  |  |  |  |  |  |  |  |  |  |  |  |  |  |  |  |  |  |
|                                                              |                                                              |                                                              |                                                              |                                                              |                                                              |  |  |                                                                        |                                                                        |                                                                        |                                                                        |                                                                        |                                                                        |  |  |                                                                                 |                                                                                 |                                                                                 |                                                                                 |                                                                                 |                                                                                 |                                                                         |                                                                         | Николас Осорио, 16-й маркиз де Альканьисес, 15-й герцог де Альбуркерке (1799—1866) | Николас Осорио, 16-й маркиз де Альканьисес, 15-й герцог де Альбуркерке (1799—1866) | Николас Осорио, 16-й маркиз де Альканьисес, 15-й герцог де Альбуркерке (1799—1866) | Николас Осорио, 16-й маркиз де Альканьисес, 15-й герцог де Альбуркерке (1799—1866) | Николас Осорио, 16-й маркиз де Альканьисес, 15-й герцог де Альбуркерке (1799—1866) | Николас Осорио, 16-й маркиз де Альканьисес, 15-й герцог де Альбуркерке (1799—1866) |  |  |                                                                                       |                                                                                       |                                                                                       |                                                                                       |                                                                                       |                                                                                       |  |  | Мария дель Пилар Осорио, 3-я герцогиня де Фернан Нуньес (1829—1921) С правопреемством в доме герцогов де Фернан Нуньес. | Мария дель Пилар Осорио, 3-я герцогиня де Фернан Нуньес (1829—1921) С правопреемством в доме герцогов де Фернан Нуньес. | Мария дель Пилар Осорио, 3-я герцогиня де Фернан Нуньес (1829—1921) С правопреемством в доме герцогов де Фернан Нуньес. | Мария дель Пилар Осорио, 3-я герцогиня де Фернан Нуньес (1829—1921) С правопреемством в доме герцогов де Фернан Нуньес. | Мария дель Пилар Осорио, 3-я герцогиня де Фернан Нуньес (1829—1921) С правопреемством в доме герцогов де Фернан Нуньес. | Мария дель Пилар Осорио, 3-я герцогиня де Фернан Нуньес (1829—1921) С правопреемством в доме герцогов де Фернан Нуньес. |  |  |  |  |  |  |  |  |  |  |  |  |  |  |  |  |  |  |  |  |  |  |
|                                                              |                                                              |                                                              |                                                              |                                                              |                                                              |  |  |                                                                        |                                                                        |                                                                        |                                                                        |                                                                        |                                                                        |  |  |                                                                                 |                                                                                 |                                                                                 |                                                                                 |                                                                                 |                                                                                 |                                                                         |                                                                         | Николас Осорио, 16-й маркиз де Альканьисес, 15-й герцог де Альбуркерке (1799—1866) | Николас Осорио, 16-й маркиз де Альканьисес, 15-й герцог де Альбуркерке (1799—1866) | Николас Осорио, 16-й маркиз де Альканьисес, 15-й герцог де Альбуркерке (1799—1866) | Николас Осорио, 16-й маркиз де Альканьисес, 15-й герцог де Альбуркерке (1799—1866) | Николас Осорио, 16-й маркиз де Альканьисес, 15-й герцог де Альбуркерке (1799—1866) | Николас Осорио, 16-й маркиз де Альканьисес, 15-й герцог де Альбуркерке (1799—1866) |  |  |                                                                                       |                                                                                       |                                                                                       |                                                                                       |                                                                                       |                                                                                       |  |  | Мария дель Пилар Осорио, 3-я герцогиня де Фернан Нуньес (1829—1921) С правопреемством в доме герцогов де Фернан Нуньес. | Мария дель Пилар Осорио, 3-я герцогиня де Фернан Нуньес (1829—1921) С правопреемством в доме герцогов де Фернан Нуньес. | Мария дель Пилар Осорио, 3-я герцогиня де Фернан Нуньес (1829—1921) С правопреемством в доме герцогов де Фернан Нуньес. | Мария дель Пилар Осорио, 3-я герцогиня де Фернан Нуньес (1829—1921) С правопреемством в доме герцогов де Фернан Нуньес. | Мария дель Пилар Осорио, 3-я герцогиня де Фернан Нуньес (1829—1921) С правопреемством в доме герцогов де Фернан Нуньес. | Мария дель Пилар Осорио, 3-я герцогиня де Фернан Нуньес (1829—1921) С правопреемством в доме герцогов де Фернан Нуньес. |  |  |  |  |  |  |  |  |  |  |  |  |  |  |  |  |  |  |  |  |  |  |
|                                                              |                                                              |                                                              |                                                              |                                                              |                                                              |  |  |                                                                        |                                                                        |                                                                        |                                                                        |                                                                        |                                                                        |  |  |                                                                                 |                                                                                 |                                                                                 |                                                                                 |                                                                                 |                                                                                 |                                                                         |                                                                         |                                                                                    |                                                                                    |                                                                                    |                                                                                    |                                                                                    |                                                                                    |  |  |                                                                                       |                                                                                       |                                                                                       |                                                                                       |                                                                                       |                                                                                       |  |  | | | | | | |  |  |  |  |  |  |  |  |  |  |  |  |  |  |  |  |  |  |  |  |  |  |
|                                                              |                                                              |                                                              |                                                              |                                                              |                                                              |  |  |                                                                        |                                                                        |                                                                        |                                                                        |                                                                        |                                                                        |  |  | Хосе Осорио, 17-й маркиз де Альканьисес, 16-й герцог де Альбуркерке (1825—1909) | Хосе Осорио, 17-й маркиз де Альканьисес, 16-й герцог де Альбуркерке (1825—1909) | Хосе Осорио, 17-й маркиз де Альканьисес, 16-й герцог де Альбуркерке (1825—1909) | Хосе Осорио, 17-й маркиз де Альканьисес, 16-й герцог де Альбуркерке (1825—1909) | Хосе Осорио, 17-й маркиз де Альканьисес, 16-й герцог де Альбуркерке (1825—1909) | Хосе Осорио, 17-й маркиз де Альканьисес, 16-й герцог де Альбуркерке (1825—1909) |                                                                         |                                                                         | Хоакин Осорио, маркиз де лос Ареналес (1826—1857)                                  | Хоакин Осорио, маркиз де лос Ареналес (1826—1857)                                  | Хоакин Осорио, маркиз де лос Ареналес (1826—1857)                                  | Хоакин Осорио, маркиз де лос Ареналес (1826—1857)                                  | Хоакин Осорио, маркиз де лос Ареналес (1826—1857)                                  | Хоакин Осорио, маркиз де лос Ареналес (1826—1857)                                  |  |  |                                                                                       |                                                                                       |                                                                                       |                                                                                       |                                                                                       |                                                                                       |  |  | | | | | | |  |  |  |  |  |  |  |  |  |  |  |  |  |  |  |  |  |  |  |  |  |  |
|                                                              |                                                              |                                                              |                                                              |                                                              |                                                              |  |  |                                                                        |                                                                        |                                                                        |                                                                        |                                                                        |                                                                        |  |  | Хосе Осорио, 17-й маркиз де Альканьисес, 16-й герцог де Альбуркерке (1825—1909) | Хосе Осорио, 17-й маркиз де Альканьисес, 16-й герцог де Альбуркерке (1825—1909) | Хосе Осорио, 17-й маркиз де Альканьисес, 16-й герцог де Альбуркерке (1825—1909) | Хосе Осорио, 17-й маркиз де Альканьисес, 16-й герцог де Альбуркерке (1825—1909) | Хосе Осорио, 17-й маркиз де Альканьисес, 16-й герцог де Альбуркерке (1825—1909) | Хосе Осорио, 17-й маркиз де Альканьисес, 16-й герцог де Альбуркерке (1825—1909) |                                                                         |                                                                         | Хоакин Осорио, маркиз де лос Ареналес (1826—1857)                                  | Хоакин Осорио, маркиз де лос Ареналес (1826—1857)                                  | Хоакин Осорио, маркиз де лос Ареналес (1826—1857)                                  | Хоакин Осорио, маркиз де лос Ареналес (1826—1857)                                  | Хоакин Осорио, маркиз де лос Ареналес (1826—1857)                                  | Хоакин Осорио, маркиз де лос Ареналес (1826—1857)                                  |  |  |                                                                                       |                                                                                       |                                                                                       |                                                                                       |                                                                                       |                                                                                       |  |  | | | | | | |  |  |  |  |  |  |  |  |  |  |  |  |  |  |  |  |  |  |  |  |  |  |
|                                                              |                                                              |                                                              |                                                              |                                                              |                                                              |  |  |                                                                        |                                                                        |                                                                        |                                                                        |                                                                        |                                                                        |  |  |                                                                                 |                                                                                 |                                                                                 |                                                                                 |                                                                                 |                                                                                 |                                                                         |                                                                         | Хосе Осорио, граф де ла Корзана (1854—1919)                                        |                                                                                    |                                                                                    |                                                                                    |                                                                                    |                                                                                    |  |  |                                                                                       |                                                                                       |                                                                                       |                                                                                       |                                                                                       |                                                                                       |  |  | | | | | | |  |  |  |  |  |  |  |  |  |  |  |  |  |  |  |  |  |  |  |  |  |  |
|                                                              |                                                              |                                                              |                                                              |                                                              |                                                              |  |  |                                                                        |                                                                        |                                                                        |                                                                        |                                                                        |                                                                        |  |  |                                                                                 |                                                                                 |                                                                                 |                                                                                 |                                                                                 |                                                                                 |                                                                         |                                                                         |                                                                                    |                                                                                    |                                                                                    |                                                                                    |                                                                                    |                                                                                    |  |  |                                                                                       |                                                                                       |                                                                                       |                                                                                       |                                                                                       |                                                                                       |  |  | | | | | | |  |  |  |  |  |  |  |  |  |  |  |  |  |  |  |  |  |  |  |  |  |  |
|                                                              |                                                              |                                                              |                                                              |                                                              |                                                              |  |  |                                                                        |                                                                        |                                                                        |                                                                        |                                                                        |                                                                        |  |  |                                                                                 |                                                                                 |                                                                                 |                                                                                 |                                                                                 |                                                                                 |                                                                         |                                                                         | Мигель Осорио, 17-й герцог де Альбуркерке (1886—1942)                              |                                                                                    |                                                                                    |                                                                                    |                                                                                    |                                                                                    |  |  |                                                                                       |                                                                                       |                                                                                       |                                                                                       |                                                                                       |                                                                                       |  |  | | | | | | |  |  |  |  |  |  |  |  |  |  |  |  |  |  |  |  |  |  |  |  |  |  |
|                                                              |                                                              |                                                              |                                                              |                                                              |                                                              |  |  |                                                                        |                                                                        |                                                                        |                                                                        |                                                                        |                                                                        |  |  |                                                                                 |                                                                                 |                                                                                 |                                                                                 |                                                                                 |                                                                                 |                                                                         |                                                                         |                                                                                    |                                                                                    |                                                                                    |                                                                                    |                                                                                    |                                                                                    |  |  |                                                                                       |                                                                                       |                                                                                       |                                                                                       |                                                                                       |                                                                                       |  |  | | | | | | |  |  |  |  |  |  |  |  |  |  |  |  |  |  |  |  |  |  |  |  |  |  |
|                                                              |                                                              |                                                              |                                                              |                                                              |                                                              |  |  |                                                                        |                                                                        |                                                                        |                                                                        |                                                                        |                                                                        |  |  |                                                                                 |                                                                                 |                                                                                 |                                                                                 |                                                                                 |                                                                                 |                                                                         |                                                                         | Бельтран Осорио, 18-й герцог де Альбуркерке (1918—1994)                            |                                                                                    |                                                                                    |                                                                                    |                                                                                    |                                                                                    |  |  |                                                                                       |                                                                                       |                                                                                       |                                                                                       |                                                                                       |                                                                                       |  |  | | | | | | |  |  |  |  |  |  |  |  |  |  |  |  |  |  |  |  |  |  |  |  |  |  |
|                                                              |                                                              |                                                              |                                                              |                                                              |                                                              |  |  |                                                                        |                                                                        |                                                                        |                                                                        |                                                                        |                                                                        |  |  |                                                                                 |                                                                                 |                                                                                 |                                                                                 |                                                                                 |                                                                                 |                                                                         |                                                                         |                                                                                    |                                                                                    |                                                                                    |                                                                                    |                                                                                    |                                                                                    |  |  |                                                                                       |                                                                                       |                                                                                       |                                                                                       |                                                                                       |                                                                                       |  |  | | | | | | |  |  |  |  |  |  |  |  |  |  |  |  |  |  |  |  |  |  |  |  |  |  |
|                                                              |                                                              |                                                              |                                                              |                                                              |                                                              |  |  |                                                                        |                                                                        |                                                                        |                                                                        |                                                                        |                                                                        |  |  |                                                                                 |                                                                                 |                                                                                 |                                                                                 |                                                                                 |                                                                                 |                                                                         |                                                                         | Хуан Мигель Осорио, 19-й герцог де Альбуркерке (род. 1958)                         |                                                                                    |                                                                                    |                                                                                    |                                                                                    |                                                                                    |  |  |                                                                                       |                                                                                       |                                                                                       |                                                                                       |                                                                                       |                                                                                       |  |  | | | | | | |  |  |  |  |  |  |  |  |  |  |  |  |  |  |  |  |  |  |  |  |  |  |
|                                                              |                                                              |                                                              |                                                              |                                                              |                                                              |  |  |                                                                        |                                                                        |                                                                        |                                                                        |                                                                        |                                                                        |  |  |                                                                                 |                                                                                 |                                                                                 |                                                                                 |                                                                                 |                                                                                 |                                                                         |                                                                         |                                                                                    |                                                                                    |                                                                                    |                                                                                    |                                                                                    |                                                                                    |  |  |                                                                                       |                                                                                       |                                                                                       |                                                                                       |                                                                                       |                                                                                       |  |  | | | | | | |  |  |  |  |  |  |  |  |  |  |  |  |  |  |  |  |  |  |  |  |  |  |
|                                                              |                                                              |                                                              |                                                              |                                                              |                                                              |  |  |                                                                        |                                                                        |                                                                        |                                                                        |                                                                        |                                                                        |  |  |                                                                                 |                                                                                 |                                                                                 |                                                                                 |                                                                                 |                                                                                 |                                                                         |                                                                         | Беатрис Осорио и Летельер (род. 1988)                                              |                                                                                    |                                                                                    |                                                                                    |                                                                                    |                                                                                    |  |  |                                                                                       |                                                                                       |                                                                                       |                                                                                       |                                                                                       |                                                                                       |  |  | | | | | | |  |  |  |  |  |  |  |  |  |  |  |  |  |  |  |  |  |  |  |  |  |  |